# Annabelle Roux
Pour les articles homonymes, voir Roux (patronyme).
Annabelle Roux est une actrice, metteuse en scène et directrice artistique française, spécialisée dans le doublage.

## Biographie
Fille de l'imitateur et comédien Jean-Pierre Denys (de son vrai nom Jean-Pierre Roux), elle est également la nièce de François Corbier, animateur de télévision et chanteur. Elle commence sa carrière d'actrice à l'âge de cinq ans.
Elle a fondé une compagnie théâtrale, La Compagnie des saisons, avec Barbara Tissier et Hervé Rey, qui a cessé ses activités en 2002.

## Théâtre
- 1995-1996 : Les Deux Timides d'Eugène Labiche, théâtre de Nesle[3].

## Doublage
Sauf indication contraire, les informations mentionnées dans cette section peuvent être confirmées par les bases de données cinématographiques IMDb et Allociné,  présentes dans la section « Liens externes ».

### Cinéma

#### Films
- Frances Barber dans :
  - Goal! : Naissance d'un prodige (2005) : Carol Harmison
  - Goal 2 : La Consécration (2007) : Carol Harmison
- 1989 : Touche pas à ma fille (She's Out of Control) de Stan Dragoti : Bonnie Simpson (Laura Mooney)
- 2005 : The Descent : Rebecca Vernet (Saskia Mulder)
- 2023 : Thanksgiving : La Semaine de l'horreur : ? ( ? )

#### Films d'animation
- 1982 : Deux ans de vacances[4] : Kate et Baxter
- 1984[n 1] : Nausicaä de la Vallée du Vent : Listel
- 1987[n 2] : Dragon Ball : Le Château du démon : Lunch
- 1987[n 3] : Pinocchio et l'Empereur de la Nuit : Pinocchio
- 1997 : Elmer et le dragon : Elmer
- 1997 : Perfect Blue : Yukiko
- 1998 : La Légende de Brisby : Timmy
- 2000 : Digimon, le film : Sora et Palmon
- 2001 : Un Noël enchanté[5] : ? (court-métrage)
- 2007 : Shrek le troisième : voix additionnelles
- 2008 : Barbie Mariposa : Windy
- 2009 : Bionicle : La légende renaît : Kina
- 2010 : Colorful : Mao
- 2010 : Shrek 4 : Il était une fin : Griselda
- 2011 : Le Chat potté : Jill
- 2012 : Fairy Tail, le film : La Prêtresse du Phoenix : Kanna, Reby, Aquarius
- 2019 : Nicky Larson Private Eyes : Alex Chamade

### Télévision

#### Téléfilm
- 1998 : Miracle à Minuit : Karin (Eva Birthistle)
- 2006 : Confiance fatale : Kate Ryder (Amy Jo Johnson)

#### Séries télévisées
- Amy Jo Johnson dans :
  - Felicity (1998-2002) : Julie Emrick (50 épisodes)
  - Division d'élite (2004) : Stacy Newland (22 épisodes)
  - Wildfire (2005-2007) : Tina Sharp (7 épisodes)
  - What About Brian (2006) : Karen (3 épisodes)
  - Flashpoint (2008-2012) : Julianna « Jules » Callaghan (75 épisodes)
- Laura Wright dans :
  - Amoureusement vôtre (1991-1995) : Ally Rescott Alden Bowman (421 épisodes)
  - The City (1995-1997) : Ally Rescott Alden Bowman (18 épisodes)
- Christina Moore dans :
  - Hyperion Bay (1998-1999) : Amy Sweeny (17 épisodes)
  - Jessie (2011-2015) : Christina Ross (7 épisodes)
- Deborah Estelle Philips dans :
  - Power Rangers : La Force du temps (2001) : Katie Walker / Ranger Jaune Time Force (40 épisodes)
  - Power Rangers : Force animale (2002) : Katie Walker / Ranger Jaune Time Force (épisodes 24 et 25)
- Carla Jimenez dans :
  - Desperate Housewives (2010) : Carmen Sanchez (4 épisodes)
  - Raising Hope (2011-2014) : Rosa (12 épisodes)
- 1984-1985 : Bioman : Sikou Katsoura / Force Rose (Michiko Makino)
- 1987-1989 : Les Années collège : Arthur Kobalewscuy (Duncan Waugh) (1re voix)
- 1990-1993 : Parker Lewis ne perd jamais : Shelly Lewis (Maia Brewton) (70 épisodes)
- 1994 : Une nounou d'enfer : Andrea (Tina Hart) (saison 1, épisode 12)
- 1994-1998 : Océane : Neri (Océane) (Marzena Godecki (en))
- 1995-1996 : Sister, Sister : Rhonda (Bianca Lawson) (7 épisodes)
- 1995-1998 : La Vie de famille : Greta McClure (Tammy Townsend) (13 épisodes)
- 1996-1997 : Sabrina, l'apprentie sorcière : Jennifer « Jenny » Kelley (Michelle Beaudoin) (24 épisodes)
- 1996-2000 : Kenan et Kel : Kyra Rockmore (Vanessa Baden) (61 épisodes)
- 1997 : Les Maîtres des sortilèges : Les Terres du seigneur Dragon : Kathy (Lauren Hewett) (26 épisodes)
- 1999-2001 : S Club 7 : elle-même (Rachel Stevens) (1re voix, saisons 1 à 3)
- 2000 : Angel : Jo (Justina Machado) (saison 2, épisode 1)
- 2000-2002 : Boston Public : Louisa Fenn (Rashida Jones) (38 épisodes)
- 2001 : Power Rangers : La Force du temps : Circuit (Brianne Brozey) (37 épisodes), Dana Mitchell / Ranger Rose Sauvetage Éclair (Alison MacInnis) et Kelsey Winslow / Ranger Jaune Sauvetage Éclair (Sasha Craig) (épisode 33)
- 2002-2005 : New York 911 : le sergent Maritza Cruz (Tia Texada) (52 épisodes)
- 2002-2006 : Le Monde de Tracy Beaker : Camilla « Cam » Lawson (Lisa Coleman) (52 épisodes)
- 2004-2005 : Les Sauvages : Brenda (Kylie Sparks)
- 2008 : How I Met Your Mother : Abby (Britney Spears) (saison 3, épisodes 13 et 19)
- 2008 : Bella et ses ex : Marina, la voyante (Anne Bedian)
- 2008 : Grand Galop : Miss Amelia (Kate Ellis) (3 épisodes)
- 2010 : Sons of Tucson : Angela (Sarayu Rao) (5 épisodes)
- 2010-2012 : The Good Wife : Giada Cabrini (Karen Olivo) (3 épisodes)
- 2011 : Injustice : Maggie Wenborn (Kirsty Bushell) (mini-série)
- 2013 : Teen Wolf : la députée Tara Graeme (Mieko Hillman) (4 épisodes)
- 2014 : Devil's Playground : Catherine Darcy (Jessica Donoghue) (mini-série)
- 2014-2016 : Mr Selfridge : Grace Calthorpe-Selfridge (Amy Morgan) (28 épisodes)
- 2016 : The Crown : Venetia Scott (Kate Phillips) (3 épisodes)
- 2017 : Hap and Leonard : Stella Goodhart (Shirlene King) (3 épisodes)
- 2017 : Angie Tribeca : Beth Wiedner (Annie Mumolo) (5 épisodes)
- 2018-2021 : Pose : Blanca Rodriguez-Evangelista (Mj Rodriguez) (26 épisodes)
- 2019 : Élite : Victoria Pando (Marta Aledo) (6 épisodes)

#### Séries d'animation
- Willie Boy[n 4] : Willie Boy enfant
- Les aventures d'Alice au pays des merveilles : Alice (6 derniers épisodes)
- Le Collège fou, fou, fou : Julie
- Georgie : Georgie Baker
- Papa longues jambes : Judy Abbott
- Signé Cat's Eyes : Alex (Alexia) Chamade
- Supernana : Bobo
- Équipières de choc : Carole
- Théo ou la Batte de la victoire : Debbie
- Dragon Ball Z: Son Goten et Videl (voix de remplacement)
- Juliette je t'aime : Hortense, Léo et Marina
- Vanessa ou la magie des rêves : Vanessa Hayamizu et Peter
- Conan, le fils du futur : Monsry
- Charlotte : Vella
- Gwendoline : Mary et Sarah
- Le Tour du monde de Lydie : Lydie
- Vas-y Julie ! : Julie Lafforgue
- Télétoon Advance : Nelly
- Cynthia ou le Rythme de la vie : Dora
- Wizz avec Méli et Mélo : Mélo
- Digimon : Sora Takenouchi et Palmon
- Ikki Tousen : Ekitoku Chôhi
- Angel Heart : Tonoko, l'infirmière.
- Fairy Tail : Kanna Alperona, Reby MacGarden, Aquarius, Wolly enfant
- Waybuloo : Yojojo
- Kilari : une fille de la classe de Kilari
- Zip Zip : Nougat la chatte rose amoureuse de Washington
- 2024-2025 : Fairy Tail: 100 Years Quest : Kanna Alperona et Reby MacGarden

### Jeux vidéo
- 1996 : Adibou 2 : Adibou
- 1996 : Leisure Suit Larry VII : Drague en haute mer : Jamie Lee Coitus
- 1997 : Démons et Manants : la Vilaine
- 2014 : Skylanders: Trap Team : Mare
- 2015 : Assassin's Creed Syndicate : Agnes MacBean
- 2023 : Final Fantasy XVI : voix additionnelles
- 2023 : Starfield : ?

### Direction artistique

#### Films
- 2002 : Orange County
- 2003 : Freaky Friday : Dans la peau de ma mère
- 2005 : Lolita malgré moi
- 2005 : Æon Flux
- 2006 : Half Light
- 2013 : A Madea Christmas
- 2014 : Un berceau sans bébé
- 2014 : 2047: The Final War
- 2014 : My Dad Is Scrooge
- 2014 : School Dance (en)
- 2016 : White Girl
- 2016 : Mostly Ghostly : Une nuit dans la maison hantée
- 2016 : Boo! A Madea Halloween
- 2017 : Boo 2! A Madea Halloween
- 2017 : American Girls 6 : Confrontation mondiale
- 2019 : Zeroville
- 2021 : Apex
- 2021 : Naked Singularity (en)
- 2022 : 1Up (en)
- 2022 : Detective Knight: Rogue
- 2022 : Detective Knight: Redemption
- 2023 : Detective Knight: Independence
- 2023 : La Chair de sa chair
- 2023 : La Révolution de Jésus

#### Films d'animation
- 2019 : Le Tigre qui s'invita pour le thé (en)
- 2021 : Bright: Samurai Soul
- 2024 : Mon oni à moi
- 2024 : Ultraman: Rising

#### Téléfilms
- 2000 : Mannequin d'un jour (en)
- 2003 : Une équipe de chefs (en)
- 2003 : Face ou pile ! (en)
- 2014 : Un père pas comme les autres (en)
- 2014 : Un amour de petit singe
- 2014 : Un Père Noël pas comme les autres (en)
- 2015 : Le Mensonge de ma vie
- 2017 : Coup de foudre à Paris
- 2019 : Un Duo magique pour Noël
- 2020 : L'Autre mère de ma fille
- 2021 : Le frère disparu
- 2021 : 20 Ans à nouveau !
- 2022 : New York avec toi

#### Séries télévisées
- 2000-2001 : Felicity (saison 3)
- 2003 : Le Cartel (avec Luq Hamet)
- 2004-2006 : Phil du futur
- 2015-2016 : The Grinder
- 2015-2016 : Heroes Reborn (mini-série)
- 2015-2016 : Mar de plástico
- 2017 : Dimension 404 (en)
- 2017-2020 : 13 Reasons Why
- 2018 : Kiss Me First
- depuis 2020 : Alice in Borderland
- 2021-2022 : Firebite (en)
- 2023 : Slip (en)
- 2024 : Nightmares and Daydreams par Joko Anwar (en)

#### Séries d'animation
- 1998-2000 : Histeria! (en)
- 2018 : Woody Woodpecker
- 2019-2023 : Ultraman (en)
- depuis 2019 : Love, Death and Robots
- 2021 : Godzilla : L'Origine de l'invasion (en)
- 2021 : Trese : Entre deux mondes (en)
- 2021-2022 : Chicago Party Aunt (en)
- 2022 : Battle Kitty
- 2023 : Akuma-kun (en)
- 2024 : Gundam : Requiem pour une vengeance (en)
- 2024 : No Longer Rangers (avec Réjane Schauffelberger)